# Slash's Blues Ball
Gli Slash's Blues Ball sono stati un gruppo americano blues-rock nato a Los Angeles, California nel 1996. La band, formata dal chitarrista solista Slash, il cantante Teddy "Zig Zag" Andreadis, il bassista Johnny Griparic, il batterista Alvino Bennet, il chitarrista ritmico Bobby Schneck ed il sassofonista Dave McLarem, ha intrapreso una tournée durata due anni dopo l'uscita di Slash dall'hard rock band Guns N' Roses. La band non ha pubblicato alcun album.

## Membri
- Teddy Andreadis - voce, armonica a bocca, tastiere
- Slash – chitarra solista
- Johnny Griparic - basso
- Alvino Bennet - batteria
- Bobby Schneck - chitarra ritmica
- Dave McLarem - sassofono